# Литл Корнволис (острво)
Острво Литл Корнволис (енгл. Little Cornwallis Island) је једно од острва у канадском арктичком архипелагу. Острво је у саставу канадске територије Нунавут, близу острва Корнволис. 
Површина износи око 412 km².
Острво је сада (2008) ненасељено, али је од 1982. до 2002. постојао рудник Поларис у којем је вађено олово и цинк. Рудник је затворен због исцрпљивања налазишта. Уз рудник је постојао аеродром и насеље радника, који су сад исто напуштени.
Острво је названо по британском адмиралу Вилијаму Корнволису (Sir William Cornwallis).